# 志水英二
志水 英二（しみず えいじ、1939年 - 2021年11月28日  ）は日本の工学者。工学博士。大阪市立大学名誉教授。
専門は電気電子工学、通信・ネットワーク工学。

## 経歴
1963年大阪大学工学部電子工学科卒業。1966年電気通信学会稲田記念学術奨励賞受賞。大阪市立大学工学研究科教授を経て、宝塚大学造形芸術学部教授。
2018年瑞宝中綬章受章。